# Caryophyllia paradoxus
Espèce
Statut CITES
Caryophyllia paradoxus est une espèce de coraux appartenant à la famille des Caryophylliidae.